# Andrusovia andrusovi
Andrusovia andrusovi is een slakkensoort uit de familie van de Hydrobiidae. De wetenschappelijke naam van de soort is voor het eerst geldig gepubliceerd in 2000 door Starobogatov.